# Ernest Faber
|veces internacional = 1
|debut internacional = 24 de febrero de 1998
|número_selección    = 
|goles internacional = 0

|equipos             = 
}}
Ernest Faber (Geldrop, 27 de agosto de 1971) es un exfutbolista neerlandés que jugaba en la demarcación de defensa, y actual entrenador de fútbol.

## Selección nacional
Jugó un partido con la selección de fútbol de los Países Bajos, haciendo su debut el 24 de febrero de 1998 en un partido amistoso contra México que finalizó con un resultado de 2-3 a favor del combinado neerlandés tras los goles de Wim Jonk y un doblete de Patrick Kluivert para los Países Bajos, y de Francisco Palencia y Alberto García-Aspe para México.

## Clubes

### Como futbolista
| Club             | País         | Año       | Partidos | Goles |
| ---------------- | ------------ | --------- | -------- | ----- |
| NEC Nimega       | Países Bajos | 1990-1991 | 30       | 0     |
| Sparta Rotterdam | Países Bajos | 1991-1992 | 32       | 0     |
| PSV Eindhoven    | Países Bajos | 1992-1994 | 31       | 0     |
| FC Groningen     | Países Bajos | 1994      | 11       | 0     |
| PSV Eindhoven    | Países Bajos | 1994-2004 | 198      | 9     |

### Como entrenador
| Club                     | País         | Año       |
| ------------------------ | ------------ | --------- |
| FC Eindhoven             | Países Bajos | 2007      |
| FC Eindhoven             | Países Bajos | 2008      |
| FC Eindhoven             | Países Bajos | 2010-2012 |
| NEC Nimega               | Países Bajos | 2015-2016 |
| FC Groningen             | Países Bajos | 2016-2018 |
| PSV Eindhoven (interino) | Países Bajos | 2019-2020 |

## Palmarés

### Campeonatos nacionales
| Título                        | Club          | País         | Año  |
| ----------------------------- | ------------- | ------------ | ---- |
| Eredivisie                    | PSV Eindhoven | Países Bajos | 1997 |
| Eredivisie                    | PSV Eindhoven | Países Bajos | 2000 |
| Eredivisie                    | PSV Eindhoven | Países Bajos | 2001 |
| Eredivisie                    | PSV Eindhoven | Países Bajos | 2003 |
| Copa de los Países Bajos      | PSV Eindhoven | Países Bajos | 1996 |
| Supercopa de los Países Bajos | PSV Eindhoven | Países Bajos | 1992 |
| Supercopa de los Países Bajos | PSV Eindhoven | Países Bajos | 1996 |
| Supercopa de los Países Bajos | PSV Eindhoven | Países Bajos | 1998 |
| Supercopa de los Países Bajos | PSV Eindhoven | Países Bajos | 2000 |